# Багарчхап
Багарчхап — деревня и община в Непале, находится на территории административного района Мананг. По данным на 1991 год население Багарчхап составляло 534 человека, проживавших в 116 частных домах.

## География
Деревня расположена на высоте 2100 м в долине реки Марсъянди у северных склонов горного массива Аннапурна.
10 ноября 1995 года, во время сильного дождя, большая часть деревни Багарчхап была уничтожена оползнем, при котором погибло 11 местных жителей и 9 туристов. Это был не первый случай оползня в окрестностях Багарчхап, поэтому многие жители решили покинуть деревню и переехать в соседние населённые пункты.

## Транспорт
В 2012 году с открытием грунтовой дороги Бесисахар — Мананг стало возможным автотранспортное сообщение с деревней Багарчхап. До этого времени попасть в деревню можно было лишь пешими горными тропами.

## Туризм
Через Багарчхап проходит пеший туристский маршрут «Трек вокруг Аннапурны». В деревне работают гостевые дома и рестораны.